# 酒井忠徳
酒井 忠徳（さかい ただあり）は、出羽庄内藩の第7代藩主。酒井佐衛門尉家第13代当主。第6代藩主・酒井忠温の長男。

## 生涯
宝暦5年（1755年）10月2日生まれ。既に兄・忠順がいたが、母が正室の為姫（黒田継高の娘）であったため、嫡男となる。明和3年（1766年）12月に従五位下に叙任する。明和4年（1767年）、父の死去により跡を継ぐ。しかし藩財政窮乏により、江戸から本国に帰国するとき、その経費すら調達できず涙した、というエピソードが残っている。このため、藩財政再建を目指して豪商・本間光丘を登用して財政改革である「安永御地盤組立」を行なった。この改革は節約などを主としたものであり、9万両の借金全てを返還し、逆に1480両の蓄えを築くに至った。
安永2年（1773年）12月に従四位に叙任する。天明3年（1783年）の天明の大飢饉では餓死者を出さなかった。しかし寛政期頃から藩財政が悪化し始め、10万両の借金を築くに至った。このため、再度の藩政改革を行なって農村復興や文武の奨励に尽力し、文化2年（1805年）には藩校・致道館を創設した。文化2年（1805年）9月25日、長男の忠器に家督を譲って隠居し、文化9年（1812年）9月18日に58歳で死去した。
没後、大正年間に従三位を追贈されている。
政治家としてだけではなく、和歌や刀剣鑑定などにも優れていたといわれている。

## 系譜
- 父：酒井忠温
- 母：為姫、心珠院 - 黒田継高の次女
- 正室：修姫 - 徳川宗武の娘
- 側室：幸 - 佐野屋文四郎の娘
  - 長男：酒井忠器（1790-1854）
- 生母不明の子女
  - 次男：水野忠実（1792-1842）
  - 三男：黒田直侯（1793-1850）
  - 四男：市橋長富（1805-1859）
  - 五男：内藤政民（1806-1855）
  - 六男：小笠原長泰（1806-1862）
  - 女子：富 - 前田利之正室